# Хузадель, Ханс Феликс
Ханс Феликс Хузадель, (нем. Hans Felix Husadel, 18 мая 1897, Пренцлау, Укермарк, Германская империя — 25 июля 1964, Аулендорф, Германия) — немецкий композитор и дирижёр. Получил известность как модернизатор военного оркестра и создатель нехарактерных ранее для Германии маршей в «американском» стиле (размер 6/8), которые до настоящего времени используются в люфтваффе Германии. В его творчестве ощущается влияние таких композиторов, как Джон Филип Суза и Луи Ганн (в частности, его Cordial Marsch имеет многочисленные параллели с маршем Le père la victoire Ганна).

## Молодость
С детства брал уроки фортепиано. Также был способным художником, но предпочёл музыкальную карьеру.
По неподтверждённым сведениям, ушёл на Первую мировую войну добровольцем, служил военным музыкантом. По окончании войны учился в Высшем государственном музыкальном училище (ныне входит в состав Берлинского университета искусств) в Берлине. Его учителями фортепиано и композиции были Франц Шрекер и Лео Шраттенхольц.
1 января 1923 года поступил на службу в рейхсвер военным музыкантом в 5-й прусский пехотный полк в Пренцлау. Между 1925 и 1928 годами был вновь переведён в Берлин, чтобы окончить музыкальное обучение. Возглавил военный оркестр учебного батальона 14-го пехотного полка в Донауэшингене. Его воскресные концерты передавались по радио, также он руководил местным оркестром.
Именно в это время он заинтересовался модернизацией военных оркестров и созданием новых произведений для них. Его активность в этой сфере вскоре сделала его центральной фигурой в немецкой военной музыке.

## Карьера в люфтваффе
В 1935 г. Хузадель был переведен в новосозданный люфтваффе и был назначен на должность обермузикмейстера с поручением организовать музыкальный корпус для рода войск. 1 апреля 1935 г. он был также назначен профессором Музыкального училища, где он преподавал теорию и композицию до 1945 г. Одним из его студентов был композитор и дирижёр Курт Граунке, изучавший у него дирижирование.
Хузадель оказался активным и способным реформатором музыкальных оркестров, полностью отдававшим себя делу с большой страстью. В 1935 году он впервые использовал в немецком военном оркестре саксофон при активной поддержке своего шефа Германа Геринга. Очевидно, особое удовольствие Герингу доставляло наличие в своём оркестре саксофона, который ненавидел и презирал как «вырожденческий» его конкурент в борьбе за власть Генрих Гиммлер. Одним из наиболее удачных примеров является использование трио саксофонов в марше «Серебряный кондор» (до 1945 года марш авиаполка «Хорст Вессель»). Пример оказался заразительным для кларнетистов немецких военных оркестров, которые начали покупать саксофоны за свои средства.
В качестве образца для оркестра люфтваффе нового типа Хузадель избрал итальянский симфонический оркестр медных инструментов. Особенное впечатление на него произвёл своей реформаторской работой Алессандро Вессела (1860—1929), руководитель оркестра карабинеров Рима, а также ряд других итальянских военных оркестров. Первым концертом оркестра итальянской авиации руководил известный композитор Пьетро Масканьи.
Хузадель ввёл в оркестр дополнительные инструменты: английский рожок, широкий диапазон кларнетов, в том числе пикколо-кларнет in As, бас-кларнет и контрабас-кларнет; бас-тромбон и альт-тромбон. Были модифицированы теноровая и баритоновая тубы так, чтобы их раструбы выступали вперёд, а механическую часть было удобнее использовать во время движения на марше. Традиционные вращательные клапаны на бас-тромбонах были заменены на пистоны. Мензуры высокотоновых духовых инструментов были сужены, чтобы добиться более отчётливого и ясного звука. В результате оркестры Хузаделя приобрели уникальный тембр с сильными и разнообразными средними мелодическими линиями.
В оркестрах, которыми руководил Хузадель, предпочтение отдавали инструментам с серебряным покрытием, что придавало им более современный вид по сравнению со стандартными оркестрами с латунными инструментами. Оркестры Хузаделя стали образцом для послевоенных армий обеих Германий — как музыкального корпуса бундесвера ФРГ, так и музыкальных организаций ННА ГДР, включая центральный оркестр ННА.
13 августа 1936 года Хузадель был назначен Музыкальным руководителем люфтваффе (Luftwaffenmusikinspizient). Продолжал заниматься реорганизацией оркестров, читал лекции и проводил демонстрации на радио, за что в 1941 году получил должность Старшего музыкального руководителя люфтваффе (Oberinspizienten der Luftwaffe).
13 августа 1936 года Хузадель и его напарник из сухопутных войск Герман Шмидт руководили Большой церемонией (en:Großer Zapfenstreich) из 4 тыс. музыкантов на летних Олимпийских играх 1936 года.

## Послевоенный период
После войны Хузадель покинул своё жилище в Финкенкруге (ныне часть Фалькензе), проживал в советской зоне оккупации. Он поддерживал дружеские отношения с такими композиторами, как Франц Легар и Пауль Линке, а также работал театральным директором в городах Берлин и Стендаль. В Берлине он также создал симфонический оркестр, который давал знаменитые концерты в зоопарке, где исполнял музыку со сложной аранжировкой.
В 1953 г. по совету лечащего врача и жены переехал в Западную Германию, в Равенсбург. Руководил местным оркестровым обществом, участвовал в поп-концертах, радиопередачах, крупных музыкальных фестивалях. Под его наставничеством создавали музыку такие композиторы, как Арнольд Эбель, Борис Блахер, Герберт Бруст, Эберхард Людвиг Виттмер, Вернер Эгк и Рудольф Вагнер-Регени. За свою работу был награждён Почётной медалью ФРГ (Bundesehrenmedaille).
Умер от сердечного приступа, дирижируя оркестром на окружном музыкальном фестивале в Аулендорфе 25 июля 1964 г. во время исполнения последних аккордов увертюры к «Il Guarany» (Антонио Карлос Гомес).